# Châteauneuf-du-Pape (Weinbaugebiet)

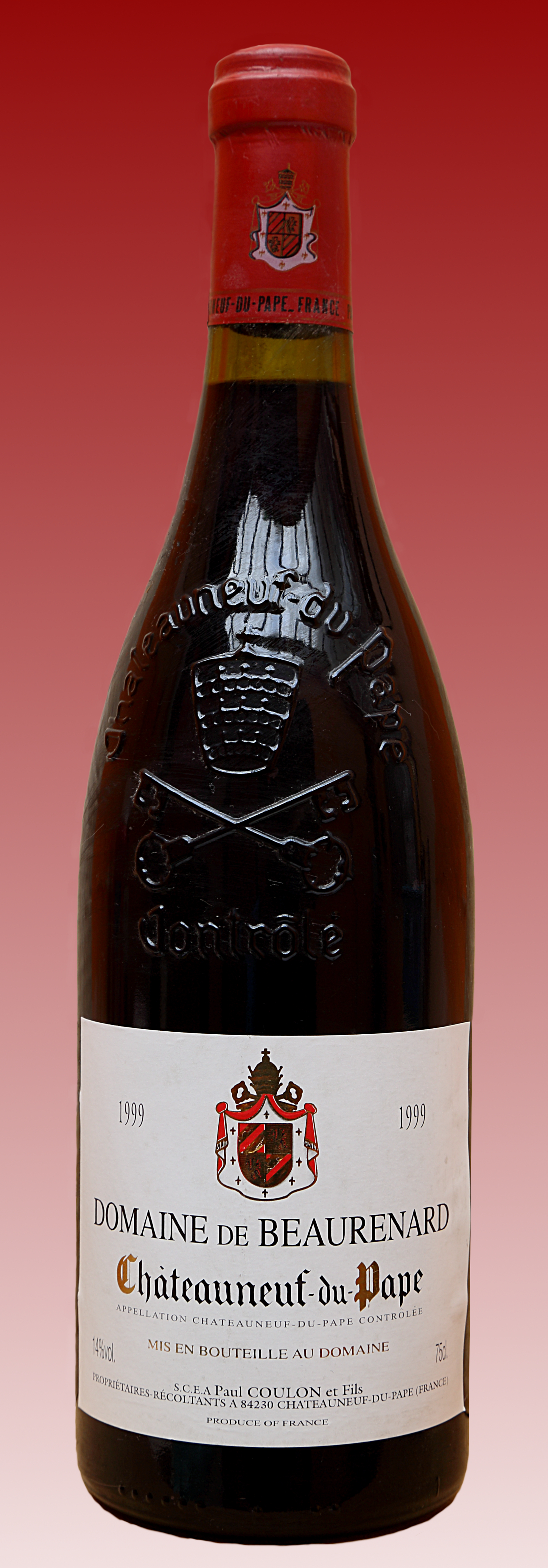
Zeitgenössische Châteauneuf-du-Pape-Flasche Jahrgang 1999

Traditionelle Châteauneuf-du-Pape-Flasche mit dreifacher Papstkrone und Reichsapfel, darunter die Schlüssel Petri

Châteauneuf-du-Pape ist ein nach dem gleichnamigen Ort benanntes Weinbaugebiet des südlichen Rhônetals. Die Herkunftsbezeichnung Châteauneuf-du-Pape hat den Status einer eigenständigen Appellation. Er kann in guten Jahren einer der großen Rotweine Frankreichs sein. Es wird auch weißer Châteauneuf-du-Pape erzeugt.    

## Eigenschaften
Für die Herstellung von rotem Châteauneuf-du-Pape können dreizehn verschiedene Rebsorten verwendet werden, die getrennt geerntet und vinifiziert werden und schließlich zu einer Cuvée komponiert werden. Zählt man die verschiedenen Unterarten der einzelnen Rebsorten, kommt man gar auf 22 Rebsorten. So ist Grenache beispielsweise in den Varietäten Noir, Rosé, Gris und Blanc zugelassen.
Die Rebsorte Grenache kann hier eine starke Ausdruckskraft erreichen. Ihre Weine sind vergleichsweise säurearm und alkoholreich. Farbe und Tanningehalt variieren. Dies ist auch davon abhängig, wie hoch der Anteil an dunkelfarbigen, tanninreicheren Sorten wie Syrah und Mourvèdre in der Cuvée ist und ob das Lesegut entrappt (abgebeert) oder nicht entrappt (mit den Traubenstielen) vergoren wurde.
Ein roter Châteauneuf-du-Pape kann in einem guten Jahrgang und bei günstiger Entwicklung die Aromen reifer Früchte und komplexer Würznoten prägnant entfalten. Obwohl die Weine aufgrund ihres eher geringen Tanningehaltes von Grenache oft bereits jung zugänglich sind, können sie relativ lange lagerfähig sein. Selbst kleine Jahrgänge bauen zehn Jahre lang aus, Spitzenweine reifen sogar mehrere Jahrzehnte.
Lediglich 7 % der Produktion entfallen auf Weißwein. Er wird stets trocken ausgebaut und ist je nach Jahrgang relativ körperreich bei niedriger Säure. Dennoch können gute weiße Châteauneuf-du-Pape-Weine oft komplex strukturiert und auch länger lagerfähig sein. Sie entwickeln dann vielschichtige flüchtige Aromen, die etwa an Honig und florale Noten erinnern können.

## Anbau
Das Anbaugebiet der Appellation Châteauneuf-du-Pape umfasst auch noch Teile von benachbarten Gemeinden, darunter Bédarrides, Courthézon, Sorgues und Orange. Im Jahre 2002 betrug die gesamte Anbaufläche 3.178 Hektar Rebland, auf dem ein Jahresertrag von knapp 100.000 Hektolitern Wein erzeugt wurde. Anteilig überwiegen die großen Güter mit eigenen Abfüllungen, nur etwa 7 % der Gesamtmenge werden von Genossenschaften erzeugt. Namhafte Erzeuger sind Château Beaucastel, Château La Nerthe und Château Rayas, Domaine du Pégau sowie Clos des Papes und Henri Bonneau. Die gebietstypische Weinflasche mit den aufgeprägten päpstlichen Symbolen, den gekreuzten Schlüsseln Petri und der Tiara, einer Insigne des Papstes, ist den Erzeugerabfüllungen vorbehalten und seit 1938 als Markenzeichen geschützt. Daneben gibt es auch eine modernere Version, die ausschließlich eine stilisierte Papstkrone aufweist. Überdies warten manche Erzeuger mit individuell gestalteten Variationen dieser Symbole auf.

## Boden und Klima

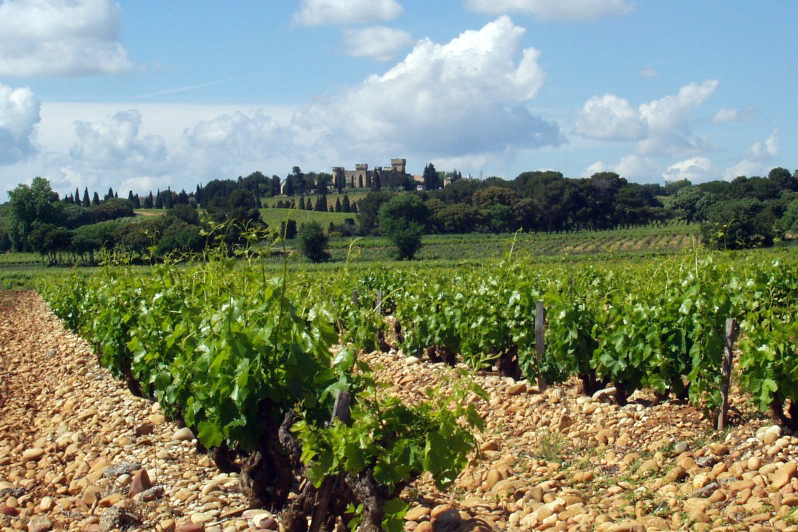
Typischer Weinberg bei Châteauneuf-du-Pape. Im Hintergrund das historistische Château des Fines Roches.

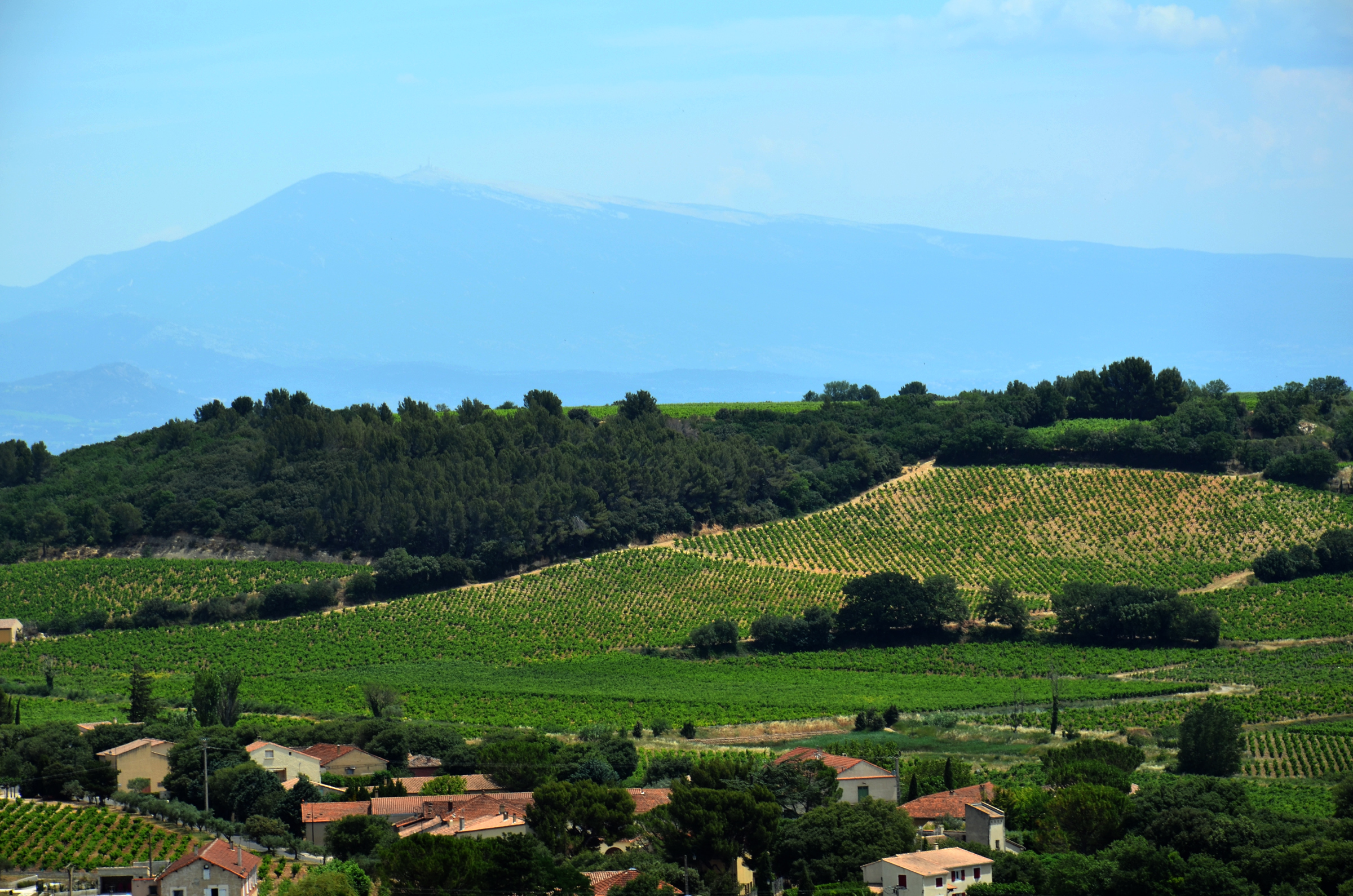
Châteauneuf-du-Pape, Weinanbau, Blick vom Chateau nach Nord-Osten, im Hintergrund der Mont Ventoux

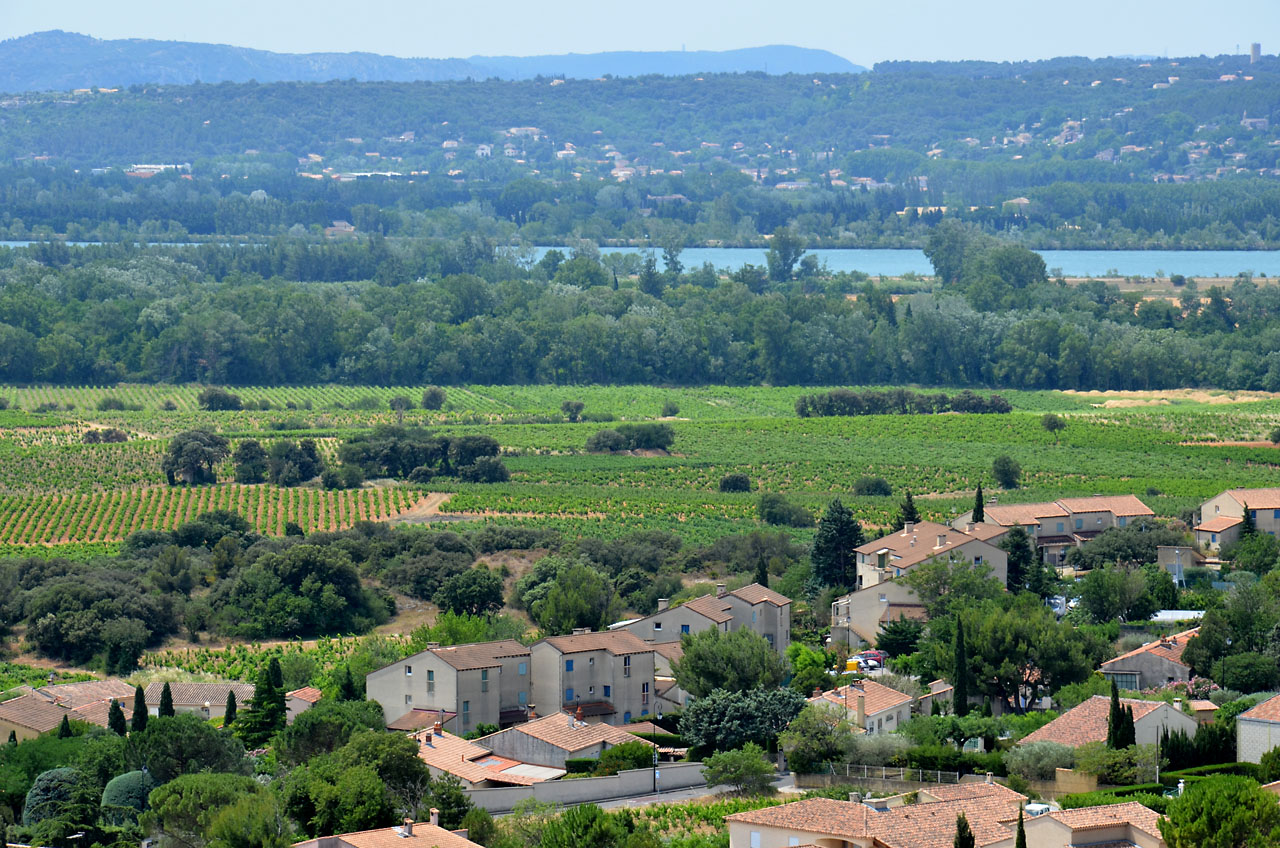
Châteauneuf-du-Pape, Weinanbau, Blick vom Chateau nach Westen, im Hintergrund die Rhone

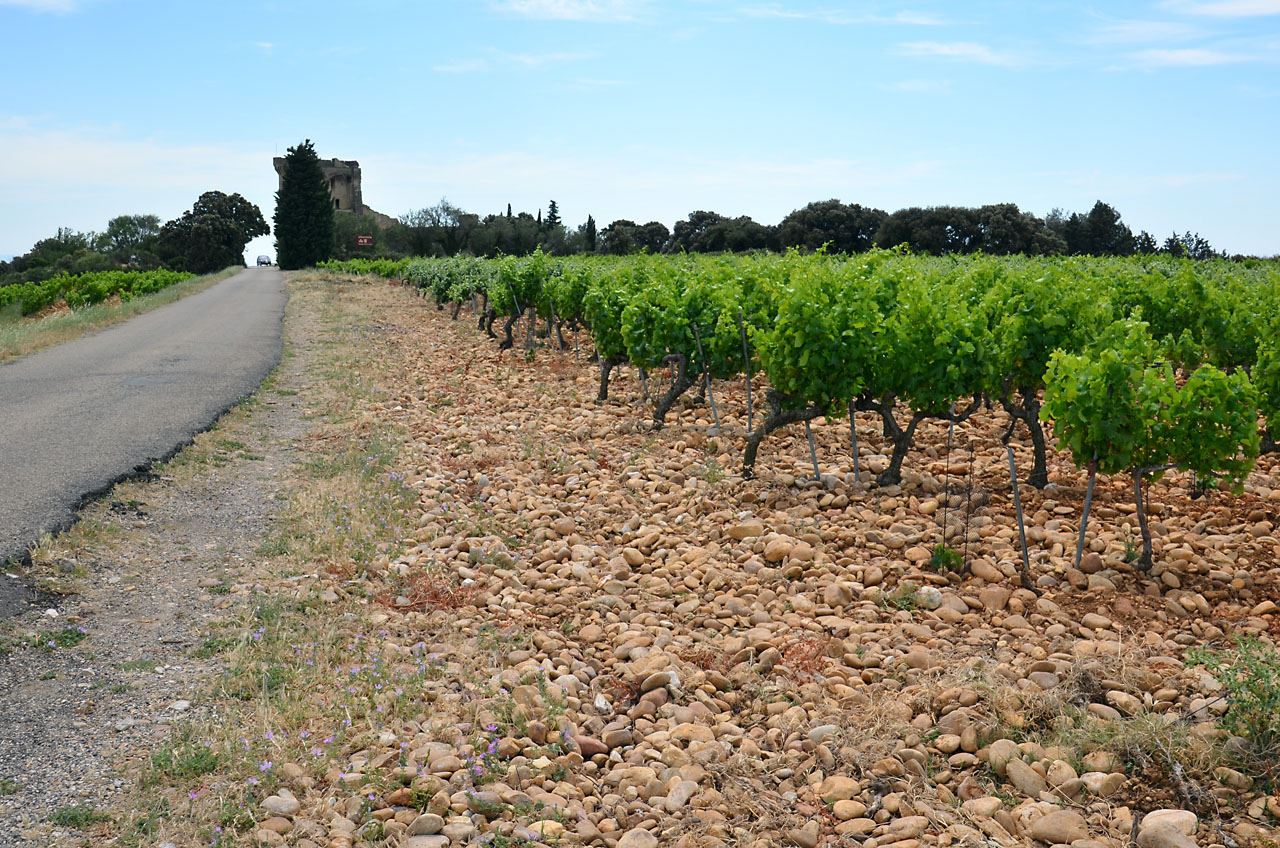
Châteauneuf-du-Pape, Zufahrt zum Chateau mit Weinreben

Das Anbaugebiet besteht aus Kiesterrassen, deren Ursprung in der Eiszeit liegt. Typisch sind die mit rotem, sandigem Lehm vermischten großen Kieselsteine, die die tagsüber gespeicherte Wärme nachts an die Reben abgeben. Einige gute Lagen besitzen jedoch Sandböden.
Das Klima ist heiß und trocken. Im Jahresdurchschnitt gibt es 2800 Sonnenscheinstunden, und im Mittel fällt 620 mm Niederschlag. An 130 Tagen im Jahr weht der Mistral, der die Trauben auch nach heftigen Regenschauern schnell wieder trocknet.

## Rebsorten und Weinbereitung
Wichtigste Rebsorte ist mit 70 % Anteil die Grenache. Daneben sind für den Rotwein noch Syrah, Mourvèdre und Cinsault von Bedeutung. Es sind noch neun weitere Rebsorten zugelassen wie die seltenen Counoise, Brun Argenté (hier auch Vaccarèse genannt), Muscardin und Terret Noir. Im Weißwein dominiert zumeist die weiße Spielart der Grenache, die Grenache Blanc. Außerdem werden Clairette Blanche, Piquepoul Blanc, Bourboulenc, Oeillade Blanche (hier auch Picardan genannt) und die aus dem weißen Hermitage bekannte Roussanne angebaut.
Der zulässige Höchstertrag liegt mit 35 hl/ha äußerst niedrig. Außerdem müssen mindestens 5 % des Lesegutes ausgeschieden werden. Der Châteauneuf-du-Pape muss mindestens 12,5 % natürlichen Alkoholgehalt aufweisen.
Der Rotwein wird üblicherweise traditionell mit mehreren Wochen Standzeit auf der Maische bereitet. Die Kohlensäuremaischung, die leichtere und fruchtbetontere Weine ergibt, ist seit den 1980er Jahren wieder auf dem Rückzug. Der Ausbau der Rotweine erfolgt zumeist in großen Holzfässern. Barriquefässer sind vor allem Spezialcuvées vorbehalten. Diese sind seit geraumer Zeit auf dem Vormarsch und werden in der Regel aus dem Lesegut besonders alter Reben gekeltert.

## Geschichte des Weinbaus

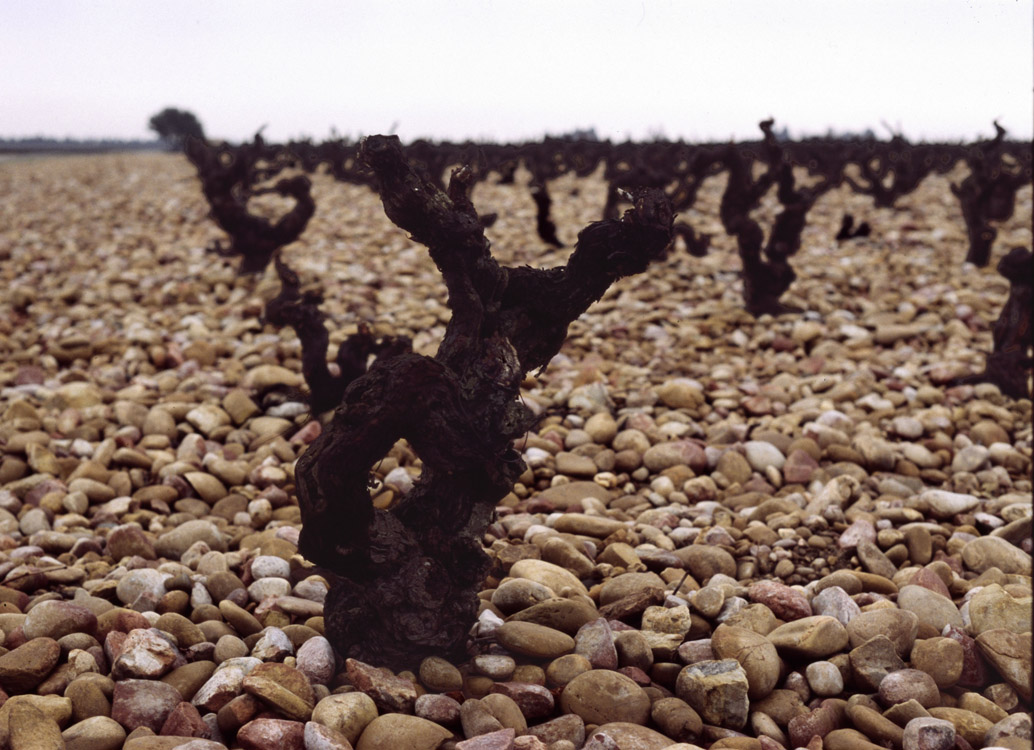
Weinstock auf dem Plateau von Cabrières

Der Weinbau im südlichen Rhonetal geht vermutlich auf die Griechen zurück, die im 6. Jahrhundert v. Chr. die Stadt Massalia (altgriechisch Μασσαλία), das heutige Marseille, gründeten. Im Jahr 500 erwähnte Gregor von Tours den Wein von Avignon. Papst Johannes XXII. ließ einen eigenen Weinberg anlegen, so dass die besten Lagen um 1350 bestockt waren. Die Päpste bevorzugten damals allerdings den Wein aus Beaune. Eine Urkunde aus dem Jahre 1519 belegt die Existenz von weißem Châteauneuf-du-Pape. Die Anbaufläche wuchs kontinuierlich und um 1750 umfasste sie 650 ha. Ein Zeichen des damaligen Wohlstandes sind die großen Schlösser wie La Nerthe, die im 18. Jahrhundert erbaut wurden. Im 19. Jahrhundert galt der Châteauneuf-du-Pape bereits als bester Wein der südlichen Rhône. Die Bestrebungen zum Schutz der Herkunftsbezeichnung wurden ab 1905 intensiviert. Im Jahre 1935 wurde die Appellation Châteauneuf-du-Pape als eine der ersten Frankreichs geschützt, wobei ein Gerichtsurteil aus dem Jahre 1929 die Basis der Festlegungen bildete. Die jüngsten großen Jahrgänge sind 1990, 1995, 1998, 1999, 2001, 2007 und 2010.

## Bekannte Weingüter
- Château de Beaucastel
- La Nerthe
- Château Rayas
- Clos des Papes
- Domaine du Pégau
- Domaine du Vieux Télégraphe
- Clos de l’Oratoire des Papes
- Domaine de Marcoux
- Le Clos du Caillou
- Château Mont-Redon
- Domaine de Beaurenard